# Littorio Del Signore
Pour les articles homonymes, voir Del Signore.
Littorio Del Signore, né le 18 octobre 1938 à Sulmona, est un peintre québécois d'origine italienne résidant dans l'arrondissement de LaSalle, dans la ville de Montréal.

## Biographie
Littorio Del Signore naît dans le village de Bagnaturo, peuplé d'environ 800 habitants à l'époque, dans la ville Sulmona en 1938. Il passe dix ans en France en tant qu'artiste graphique, avant de retourner au pays. Il y réalise qu'il y a peu d'opportunités en arts pour lui et décide d'aller vivre au Canada, pays qu'il avait déjà visité avant en 1976. Il était déjà, à un jeune âge, très fasciné par ce pays, qu'il a de maintes fois vu dans des comics. Arrivé dans sa nouvelle destination, il s'installe finalement à Montréal en 1978. Ayant toujours voulu devenir peintre, Del Signore parcourt les rues montréalaises pendant quatre ans en photographiant diverses scènes locales, qui serviront d'inspiration pour ses peintures. 
Il réalise que très peu de peintres veulent reproduire ces scènes quotidiennes typiques de la vie québécoise, comme une partie de hockey sur glace dans une rue enneigée, et décide d'en faire son sujet principal. C'est grâce à cela qu'il se lie d'amitié avec plusieurs joueurs de hockey québécois, comme Jean Béliveau, qui a même écrit un avant-propos dans l'un de ses livres. Il gagne rapidement de la notoriété et prend part à plusieurs événements d'envergure nationale, comme en étant l'un des 10 peintres invités au Carnaval de Québec pendant huit années d'affilée, et en étant deux fois président d'honneur du symposium de peinture de Baie-Saint-Paul. Une rétrospective lui est aussi dédiée au Château Ramezay.
En 1987, il fonde le Symposium de peinture de Baie-Comeau avec un groupe d'amis venus d'Italie, qui est peu à peu devenu le symposium de peinture le plus grand du Québec. En 2011, pour les 25 ans du symposium, Del Signore est invité en tant que président d'honneur. Une de ses peintures est aussi utilisé sur un timbre de Postes Canada, et il reçoit en 2011 la médaille de l'Assemblée nationale, en plus de la médaille du jubilé de diamant d'Élisabeth II. Après avoir fourni un témoignage pour le livre de son collègue Umberto Bruni, il a eu l'envie d'écrire un livre sur lui-même, et c'est ainsi qu'est lancé son livre au Cégep André-Laurendeau en 2012, lors d'une cérémonie à l'italienne.
De genre postimpressionniste, il a réalisé plus de 175 œuvres à l'huile ou à l'acrylique, avec quelques-unes au pastel. La majorité de ses peintures sont d'un style figuratif, mais il a réalisé une série de tableaux symbolistes présentant de nombreuses formes géométriques. Il a notamment reçu un premier prix pour son art abstrait à Deauville en 1969. Ses peintures ont plus souvent comme sujet les scènes de ville, mais parfois les paysages de campagne, la plupart du temps avec des personnages. Elles tendent à être plus traditionnelles lorsqu'il s'agit de la technique, car il tient à respecter les proportions et la perspective.
Depuis les dernières années, le peintre italien ne collabore plus avec des galeries d'art, son activité ayant ralenti en raison de douleurs chroniques. Il continue toujours de peindre, et a même organisé une exposition en 2017. Le 16 juillet 2017, à la fin de l'édition 2017 des Régates de Valleyfield, Del Signore et quatre autres citoyens de l'arrondissement de LaSalle reçoivent un prix du sponsor de l'événement Molson Canadian pour leur implication dans la vie locale.